# Castellare
Il castellare era, in età medievale, il territorio che faceva capo a un castello.
Oggigiorno vi sono molti comuni e toponimi il cui nome deriva da questo termine, come castellar e lo stesso castellare.
Il vocabolo può anche indicare, nell'uso comune, un antico castello in rovina.